# Плисецкая, Майя Михайловна
Ма́йя Миха́йловна Плисе́цкая (20 ноября 1925, Москва — 2 мая 2015, Мюнхен) — советская и российская балерина, балетмейстер, хореограф, прима-балерина Большого театра в 1948—1990 годах. Герой Социалистического Труда (1985), народная артистка СССР (1959), лауреат Ленинской премии (1964). Кавалер трёх орденов Ленина (1967, 1976, 1985) и полный кавалер ордена «За заслуги перед Отечеством». Представительница театральной династии Мессерер — Плисецких. Считается одной из величайших балерин XX века.

## Биография
Майя Плисецкая родилась 20 ноября 1925 года в Москве в семье советского хозяйственного деятеля Михаила Эммануиловича Плисецкого (1899—1938) и актрисы немого кино Рахили Михайловны Мессерер-Плисецкой (1902—1993). Была старшей из трёх детей.
С 1932 по 1936 год жила на Шпицбергене, где её отец сначала работал первым руководителем «Арктикугля», затем — генеральным консулом СССР. Во время развернувшегося сталинского «большого террора», в ночь с 30 апреля на 1 мая 1937 года он был арестован и 8 января 1938 года расстрелян (реабилитирован во время хрущёвской оттепели). Мать арестовали в начале марта 1938 года и вместе с грудным Азарием выслали в Казахстан в Акмолинский лагерь жён изменников Родины специального отделения Карагандинского ИТЛ в системе ГУЛАГа в Акмолинской области, Казахстана (вернулась в Москву весной 1941 года). Чтобы Майю не отдали в детский дом для детей изменников Родины, её удочерила тётя по материнской линии, балерина Большого театра Суламифь Мессерер (брата Александра забрал к себе дядя, танцовщик Большого театра Асаф Мессерер).
Суламифь Мессерер познакомила племянницу с балетом, отведя её на детский спектакль «Красная шапочка», в котором исполняла одну из ролей. Балет Майю заинтересовал: вернувшись домой, она стала демонстрировать балетные партии разных персонажей. Когда Майе исполнилось 7 лет и 8 месяцев, тётя отвела её в хореографическое училище, где проходил очередной набор. По существующим правилам, ребёнку должно было быть хотя бы 8 лет для принятия в балетный класс, однако тётя убедила членов комиссии позволить Майе учиться танцевать ввиду её таланта и природных данных.
С сентября 1941 года по сентябрь 1942 года Майя с семьёй находилась в эвакуации в Свердловске. В городе не было возможности для постоянных занятий балетом, однако первое выступление с номером «Умирающий лебедь» (хореография Михаила Фокина в редакции Суламифь Мессерер) состоялось именно здесь. Тётя старалась сделать номер таким, чтобы Майя показала свои лучшие технические стороны, чтобы была видна красота и пластичность её рук; она же придумала выход балерины спиной к публике.
В 1943 году по окончании Московского хореографического училища, где Плисецкая обучалась у Елизаветы Гердт и Марии Леонтьевой, была принята в труппу Большого театра. Вскоре перешла на сольные партии и утвердилась в статусе прима-балерины.
С большим успехом выступала в Великобритании (1963), США (1959, 1962), Франции (1961, 1964), Италии (1964) и других странах.
В 1959 году в письме к Никите Хрущёву с просьбой выпустить её на гастроли в США, Плисецкая писала: «Дорогой Никита Сергеевич!.. Последние несколько лет я вела себя из рук вон неправильно, не понимая той ответственности, которая лежит на мне, как на артистке Большого театра. Прежде всего я, что называется, безудержно „болтала языком“, что абсолютно непозволительно для человека, который так на виду, как я… Часто я нетактично вела себя на приемах, беседуя главным образом с иностранцами…».
В 1966 году подписала письмо 25 деятелей культуры и науки против реабилитации Иосифа Сталина.
В 1990 году Юрий Григорович уволил её из Большого театра вместе с Екатериной Максимовой, Владимиром Васильевым и некоторыми другими артистами, что вызвало значительный общественный резонанс.
После распада СССР жила преимущественно в Мюнхене (Германия), время от времени вместе с мужем приезжая в Москву и Санкт-Петербург. Также имела литовское гражданство (она и Родион Щедрин первыми из россиян получили литовские паспорта) и посещала дачу неподалёку от Тракайского замка.
В 2000 году Плисецкая была среди деятелей культуры, осудивших возвращение к советскому гимну на музыку Александрова.
Скончалась 2 мая 2015 года в Мюнхене на 90-м году жизни от обширного инфаркта миокарда. Согласно завещанию, прах балерины будет соединён воедино с прахом Родиона Щедрина после его смерти и развеян над Россией.

### Личная жизнь
- Отец — Михаил Эммануилович Плисецкий (1899—1938), хозяйственный деятель, дипломат.
- Мать — Рахиль Михайловна Мессерер-Плисецкая (1902—1993), актриса немого кино.
- Брат — Александр Михайлович Плисецкий (1931—1985), балетмейстер, солист балета Большого театра.
- Брат — Азарий Михайлович Плисецкий (род. 1937), артист балета, педагог и хореограф.
- Тётя — Суламифь Михайловна Мессерер (1908—2004), советская балерина и балетмейстер.
- Дядя — Асаф Михайлович Мессерер (1903—1992), советский артист балета, балетмейстер и хореограф.

В своих мемуарах балерина писала о своих романах с солистами балета Вячеславом Голубиным (1923—1953) и Эсфендьяром Кашани.
В 1956 году вышла замуж за солиста балета Мариса Лиепу (1936—1989), однако через три месяца они развелись.
В 1958 году вышла замуж за композитора Родиона Щедрина (род. 1932). Детей у них не было. Семья Щедрина и Плисецкой была одной из немногих, в которой оба супруга являлись обладателями почётного звания Народный артист СССР.

## Скандал с газетой «Московский комсомолец»
28 января 1999 года газета «Московский комсомолец» опубликовала статью «Здравствуйте, я дочь Майи Плисецкой», где утверждалось, что у Плисецкой имеется незаконнорожденная дочь Юлия Глаговская от связи с агентом КГБ Борисом Глаговским. Адвокаты артистки подали исковое заявление о защите чести и достоинства в Пресненский районный суд города Москвы, который удовлетворил иск балерины в мае того же года, постановив, что никакой дочери у неё нет. В 2001 году Московский городской суд оставил решение в силе. 3 декабря 2002 года за подписью главного редактора газеты «Московский комсомолец» Павла Гусева вышло опровержение опубликованной ранее статьи, где говорится, что «сотрудник газеты не обратил внимания на зыбкость, юридическую и биологическую безграмотность доказательств».

## Творчество
Майя Плисецкая — обладательница выразительной пластики, феноменального прыжка, гибкой спины, лёгкого шага и высокой музыкальности. Она первая ввела в балетную лексику такой прыжок, как «кольцо». Балерина создала свой собственный стиль, отличающийся изяществом, графичностью, остротой и законченностью жеста, позы и как каждого отдельного па, так и всего рисунка партии в целом. В её пластике танцевальное искусство достигло высокой гармонии. С самого начала своей сценической жизни балерина проявила редкий талант трагедийной актрисы. Обладая неиссякаемым интересом ко всему новому, она не боялась сценических экспериментов. Также известна своим феноменальным творческим долголетием.
Партии в репертуаре Большого театра: Китри в балете «Дон Кихот», Одетта и Одиллия в «Лебедином озере», Джульетта в «Ромео и Джульетте», Сюимбике в «Шурале», Раймонда в одноимённом балете, Царь-девица в «Коньке-Горбунке», принцесса Аврора в «Спящей красавице», Хозяйка Медной горы в «Каменном цветке», Мехмэнэ-Бану в «Легенде о любви», Эгина и Фригия в «Спартаке».
После ухода со сцены Галины Улановой в 1960 году стала прима-балериной Большого театра. Хотя и танцевала в некоторых балетах Юрия Григоровича, постепенно встала в оппозицию главному балетмейстеру Большого театра, с годами деление на «партию Григоровича» и «партию Плисецкой» только усиливалось.
В 1967 году сыграла роль Бетси Тверской в фильме «Анна Каренина» режиссёра Александра Зархи. Спустя несколько лет она выбрала «Анну Каренину» для своего балетмейстерского дебюта и сама вышла на сцену уже в главной роли.
Специально для балерины были поставлены балет «Кармен-сюита» (1967), миниатюры «Прелюдия» (1967) и «Гибель розы» (1973), танцевальный спектакль «Безумная из Шайо» (1992, Париж). Плодотворно сотрудничала с Морисом Бежаром, поставившим для неё балеты «Айседора» (1976, театр де ла Монне), «Леда» (1978, партнёр — Хорхе Донн, там же) и «Болеро» (начиная с 1978 года), «Курозука» (1995, новая версия балета 1988 года, партнёр — Патрик Дюпон, Дворец Шайо) и номер «Ave Maya» (1995). Пробовала себя в жанре фламенко, участвуя в постановках хореографа Хосе Гранеро «Астурия» (1991) и «Мария Стюарт».
Выступала в качестве балетмейстера, поставив в Большом театре такие балеты Родиона Щедрина как «Анна Каренина» (1972, совместно с Натальей Рыженко и Виктором Смирновым-Головановым), «Чайка» (1980) и «Дама с собачкой» (1985), исполнив в них главные женские партии.
По утверждению балерины, так как «мы десятилетиями сидели на диете», ставить самой себе балеты ей пришлось от безысходности, «на почве необходимости». Она мечтала работать с Леонидом Якобсоном и другими современными балетмейстерами, однако такой возможности у неё не было. Хореографом себя не считала: «Я импровизатор. Я могла, может быть, придумывать режиссёрские ходы, но не лексику».
В 1980-х годах много времени проводила за границей, где работала художественным руководителем Римского театра оперы и балета (1983—1984), а затем — Испанского национального балета в Мадриде (1988—1990), где возобновила балет «Тщетная предосторожность», выступала в спектаклях «Кармен-сюита» и «Мария Стюарт». В Риме в Оперном театре в Термах Каракаллы осуществила постановку классического балета Александра Глазунова «Раймонда» (1984). В 1987 году в Нью-Йорке вместе с Рудольфом Нуриевым и Михаилом Барышниковым участвовала в гала-концерте в честь Марты Грэм, где к её репертуару добавился номер Рут Сен-Дени «Фимиам» (1906).
После увольнения из театра в 1990 году не оставила сцену, продолжая участвовать в концертах, давала мастер-классы. В день своего 70-летия дебютировала в номере «Аве Майя», поставленном для неё Морисом Бежаром.
Начиная с 1994 года была председателем ежегодного международного балетного конкурса «Майя», некоторое время проводившегося в Санкт-Петербурге.

### Репертуар
(*) — первая исполнительница партии.

(**) — первая исполнительница партии в Большом театре.
Большой театр
- 1943 — Па-де-труа, «Лебединое озеро» П. Чайковского
- 1943 — Мазурка, «Шопениана» на музыку Ф. Шопена
- 1944 — Маша, «Щелкунчик» П. Чайковского
- 1944 — Фея Сирени, Фея Фиолант, «Спящая красавица» П. Чайковского
- 1944 — Повелительница дриад, «Дон Кихот» Л. Минкуса
- 1944 — Мирта, «Жизель» А. Адана[27]
- 1945 — Раймонда, «Раймонда» А. Глазунова
- 21 ноября 1945 — Фея Осени*, «Золушка» С. Прокофьева, балетмейстер Р. Захаров
- 1947 — Одетта-Одиллия, «Лебединое озеро» П. Чайковского
- 1948 — Зарема, «Бахчисарайский фонтан» Б. Асафьева
- 1948 — Волшебная дева в опере «Руслан и Людмила» М. Глинки
- 1949 — Уличная танцовщица, «Дон Кихот» Л. Минкуса
- 1949 — Царь-девица, «Конёк-Горбунок» Ц. Пуни[28]
- 1950 — Персидка в опере «Хованщина» М. Мусоргского
- 1950 — Вакханка, «Вальпургиева ночь» из оперы «Фауст» Ш. Гуно, балетмейстер Л. Лавровский
- 1950 — Китри, «Дон Кихот»
- 1952 — Аврора, «Спящая красавица» П. Чайковского
- 1954 — Хозяйка медной горы, «Сказ о каменном цветке» С. Прокофьева, балетмейстер Л. Лавровский
- 29 января 1955 (на сцене филиала) — Сюимбике**, «Шурале» Ф. Яруллина, балетмейстер Л. Якобсон (Батыр — Ю. Кондратов)
- 1956 — Лауренсия, «Лауренсия» А. А. Крейна, балетмейстер В. Чабукиани
- 1958 — Эгина, «Спартак» А. Хачатуряна, балетмейстер И. Моисеев
- 1959 — Хозяйка медной горы, «Каменный цветок» С. Прокофьева, балетмейстер Ю. Григорович (Данила — Н. Фадеечев)
- 1960 — Царь-девица, «Конёк-Горбунок» Р. Щедрина, балетмейстер А. Радунский (Иванушка — В. Васильев, Царь — А. Радунский)
- 1961 — Джульетта, «Ромео и Джульетта» С. Прокофьева
- 1962 — Фригия, «Спартак» А. Хачатуряна, балетмейстер Л. Якобсон
- 1963 — Аврора, «Спящая красавица» П. Чайковского
- 1964 — Жар-птица, «Жар-птица» И. Стравинского[29], балетмейстеры С. К. Власов и Н. Р. Симачёва, по М. М. Фокину)
- 30 марта 1965 — Мехменэ Бану**, «Легенда о любви» А. Меликова, балетмейстер Ю. Григорович (Ферхад — М. Лиепа, Визирь — А. Лавренюк, Ширин — Н. Бессмертнова)
- 1967 — Солистка, «Прелюдии и фуги»* на музыку И. С. Баха, балетмейстер Н. Касаткина
- 20 апреля 1967 — Кармен, «Кармен-сюита», по новелле "Кармен" Проспера Мериме, музыка Жорж Бизе (опера "Кармен"), Родион Щедрин, хореограф Альберто Алонсо (Хозе — Николай Фадеечев, Тореро — Сергей Радченко, Рок — Наталия Касаткина)
- 1971 — Эгина, «Спартак» А. Хачатуряна
- 13 июня 1972 — Анна Каренина*, «Анна Каренина» Р. Щедрин, постановка М. Плисецкой совместно с Н. Рыженко и В. Смирновым-Головановым, (Вронский — М. Лиепа, Каренин — Н. Фадеечев)
- 27 мая 1980 — Чайка, Нина Заречная*, «Чайка» Р. Щедрина, (Треплев — А. Богатырёв)
- 20 ноября 1985 — Анна Сергеевна*, «Дама с собачкой» Р. Щедрина, художник В. Левенталь, костюмы для М. Плисецкой П. Кардена (Гуров — Б. Ефимов)

На других сценах
- 1973 — Роза, «Гибель розы»* на музыку «Адажиетто» Г. Малера, балетмейстер Р. Пети, Марсельский национальный балет
- 1974 — Анна Каренина, «Анна Каренина» Р. Щедрин, Большой Театр оперы и балета им. А. Навои (Ташкент), (1974, Новосибирск; 1975, Вильнюс; 1976, Одесса; 1978, Свердловск)
- 1974 — «Пруст, или Перебои сердца» на сборную музыку, балетмейстер Р. Пети
- 28 декабря 1976 — Айседора, «Айседора»* на сборную музыку, балетмейстер М. Бежар, «Балет XX века», Опера Монте-Карло
- 1978 — «Болеро» на музыку М. Равеля, балетмейстер М. Бежар, «Балет XX века», театр «Ла Монне» (Брюссель)
- 19 декабря 1978 — Леда, «Леда»* (партнёр — Х. Донн), балетмейстер М. Бежар, «Балет XX века», театр «Ла Монне»
- 1983 — Чайка, Нина Заречная*, «Чайка» Р. Щедрина, Театр «Пергола» (Флоренция), (1985, Муниципальный театр, Гётеборг)
- 1984 — Федра, «Федра» на музыку Ж. Орика, хореография С. Лифаря, «Балет Нанси», театр «Одеон» (1985, Париж), Римская опера (1985)
- 1990 — «Эль Ренидеро», балетмейстер Х. Лопес, театр «Колон» (Буэнос-Айрес, Аргентина)
- 1991 — «Астурия» на музыку И. Альбениса; «Мария Стюарт» на музыку Э. де Диего, хореография Х. Гранеро
- 1992 — главная партия, «Безумная из Шайо»* на музыку Р. Щедрина, хореограф Ж. Качуляну[фр.], театр «Эспас-Карден[фр.]», Париж
- 1995 — «Курозука», новая версия балета 1988 года, балетмейстер М. Бежар, Дворец Шайо, Париж (партнёр — П. Дюпон)[24]

### Фильмография
Роли
- 1951 — Большой концерт — Одетта (из балета «Лебединое озеро»)
- 1953 — Мастера русского балета (фильм-балет) — Зарема (сцены из балета"Бахчисарайский фонтан", Мария — Г. Уланова, хан Гирей — П. Гусев)
- 1957 — Лебединое озеро (фильм-балет) — Одетта-Одилия[30]
- 1959 — Хованщина (фильм-опера) — пленная персиянка
- 1961 — Сказка о Коньке-Горбунке (фильм-балет) — Царь-девица
- 1964 — Голубой огонёк-1963 (фильм-концерт)
- 1964 — Соберите Венеру (музыкальный фильм)
- 1965 — Новогодний календарь (музыкальный фильм)
- 1967 — Анна Каренина, режиссёр А. Зархи — Бетси Тверская
- 1969 — Самая высокая… (музыкальный фильм)
- 1969 — Балерина (фильм-спектакль) — главная роль
- 1969 — Новогоднее похищение (фильм-концерт) — балерина Плисецкая
- 1969 — Чайковский, сценарист и режиссёр И. Таланкин — Дезире Арто
- 1974 — Анна Каренина (фильм-балет) — Анна Каренина
- 1976 — Фантазия (фильм-балет), режиссёр А. Эфрос — Полозова (Санин — А. Бердышев)
- 1977 — Поэзия танца («Болеро», «Айседора» М. Бежара) (фильм-балет) — главная роль
- 1978 — Кармен-сюита (фильм-балет), режиссёр Ф. Слидовкер — Кармен
- 1980 — Большой балет (фильм-концерт)
- 1981 — Перебои сердца (фильм-балет Р. Пети) — Герцогиня Германтская
- 1982 — Чайка (фильм-спектакль) — главная роль
- 1985 — Зодиак (телефильм) — Муза
- 1986 — Дама с собачкой (фильм-спектакль) — Анна Сергеевна

Участие в фильмах
- 1959 — Балет Большого театра в Америке (документальный)
- 1961 — СССР с открытым сердцем (документальный)
- 1964 — Майя Плисецкая (документальный) (режиссёр В. Катанян)
- 1970 — Композитор Родион Щедрин (документальный)
- 1985 — Урок тьмы (документальный фильм, режиссёр Д. Делуш)
- 1986 — Агриппина Ваганова (документальный)
- 1987 — Майя Плисецкая — знакомая и незнакомая (документальный) (режиссёр Б. Галантер)
- 1991 — Откровения балетмейстера Федора Лопухова (документальный)
- 1996 — Майя. Урок классического танца (документальный, из цикла «Субботний вечер со звездой»)[31]
- 1999 — Майя Плисецкая. Танцуя музыку (документальный)
- 2000 — Maйя (документальный фильм, режиссёр Д. Делуш)
- 2002 — Майя Плисецкая (из цикла «Портреты эпохи») (документальный)
- 2005 — «Стихия по имени Майя» (документальный, реж. Н. Тихонов) Часть-1  Часть-2
- 2005 — Александр Годунов. Побег в никуда (документальный)
- 2007 — Нериюс (Литва, документальный)
- 2007 — «Майя Плисецкая» (документальный, реж. Н. Тихонов)
- 2008 — Евгений Светланов. Воспоминание… (документальный)
- 2008 — Формула счастья Саулюса Сондецкиса (документальный)
- 2009 — «Агриппина Ваганова. Великая и ужасная» (документальный, реж. Н. Тихонов)
- 2010 — Екатерина III (документальный)
- 2011 — Аристократ балета (Литва, документальный)
- 2012 — Андрис Лиепа. Трудно быть Принцем (документальный)

Архивные кадры
- 1971 — Адажио (документальный)
- 2005 — Ave Майя (документальный фильм) (режиссёр Н. Тихонов)
- 2012 — Отражения Юрия Роста (документальный)
- 2015 — «Майя Плисецкая. „Майя. Великолепная“» («Первый канал») (документальный фильм)[32]
- 2016 — Большой

### Мемуары
Майя Плисецкая — автор нескольких мемуаров:
- Плисецкая М. Я, Майя Плисецкая…. — М.: Новости, 1994. — 496 с. — 50 000 экз. — ISBN 5-7020-0903-7.
- Плисецкая М. Тринадцать лет спустя: Сердитые заметки в тринадцати главах. — М.: АСТ; АСТ Москва; Новости, 2007. — 250 с. — 10 000 экз. — ISBN 978-5-17-045344-3.[33]
- Плисецкая М. Читая жизнь свою…. — М.: АСТ; Астрель, 2010. — 752 с. — 5000 экз. — ISBN 978-5-17-068256-0.

## Звания и награды

### Государственные награды
- Герой Социалистического Труда (1985) — за большие заслуги в развитии советского хореографического искусства
- Заслуженная артистка РСФСР (1951)
- Народная артистка РСФСР (1956)
- Народная артистка СССР (1959)
- Ленинская премия (1964) — за исполнение партий в балетных спектаклях советского и классического репертуара на сцене ГАБТ
- Три ордена Ленина (1967, 1976, 1985)
- орден Трудового Красного Знамени (1981)
- Медаль «За доблестный труд. В ознаменование 100-летия со дня рождения Владимира Ильича Ленина»
- Медаль «В память 850-летия Москвы» (1997)[34]
- Полный кавалер ордена «За заслуги перед Отечеством» (одна из семи женщин наряду с И. Антоновой, Г. Вишневской, Г. Волчек, В. Матвиенко, Л. Вербицкой и В. Терешковой):
  - орден «За заслуги перед Отечеством» I степени (20 ноября 2005) — за выдающийся вклад в развитие отечественного и мирового хореографического искусства, многолетнюю творческую деятельность[35].
  - орден «За заслуги перед Отечеством» II степени (18 ноября 2000) — за выдающийся вклад в развитие хореографического искусства[36]
  - орден «За заслуги перед Отечеством» III степени (21 ноября 1995) — за выдающиеся заслуги в отечественной культуре и значительный вклад в хореографическое искусство современности[37].
  - орден «За заслуги перед Отечеством» IV степени (9 ноября 2010) — за выдающийся вклад в развитие отечественной культуры и хореографического искусства, многолетнюю творческую деятельность[38][39]

### Другие награды, поощрения, премии и общественное признание
- Первая премия и золотая медаль на конкурсе артистов балета II Всемирного фестиваля молодёжи и студентов в Будапеште (1949)
- Премия им. Анны Павловой Парижской академии танца (1962)
- Медаль «Для Финляндии» (28 марта 1968, Финляндия)[40] ордена Льва Финляндии (по другим источникам — орден Льва Финляндии[41]) (1968)
- Золотая медаль Парижа (1977)
- Командор ордена Искусств и литературы (Франция, 1984)
- Доктор Сорбонны (1985)
- орден Почётного легиона (Франция):
  - кавалер ордена (1986)
  - офицер ордена (2012)[42]
- Премия «Превосходная-1986» (мэрия Парижа самой элегантной женщине года)
- Премия «Виа Кондотти» (1989, Италия)
- Золотая медаль «За заслуги в области изящных искусств» (Испания, 1990)
- Командор ордена Изабеллы Католической (Испания, 1991)
- Почётный профессор Московского государственного университета (1993)
- Премия «Триумф» (2000)
- Премия «Российский Национальный Олимп» (2000)
- 3-е место в опросе «Человек года» в области науки, культуры и искусства, проводимом фондом «Общественное мнение» (2000)[43]
- Гранд-офицер «ордена За заслуги перед Литвой» (Литва, 2003)[44]
- Премия «Национальная гордость России» (2003)
- Медаль Моцарта ЮНЕСКО[англ.] (2005)[45]
- орден Барборы Радвилайте (Литва, 2005)
- Премия принца Астурийского (Испания, 2005)
- Международная Императорская премия Японии (2006)
- Почётный доктор Венгерской академии танца (Будапешт, 2008)[46]
- Премия имени Витторио де Сика (Италия) «за беспрецедентную карьеру и выдающиеся заслуги в области танца» (2009)
- Премия журнала «Балет» «Душа танца» в номинации «Легенда» (2009)
- Памятная медаль «150-летие А. П. Чехова» (2010)[47]
- орден Восходящего солнца III степени (Япония, 2011)
- Международная премия за развитие и укрепление гуманитарных связей в странах Балтийского региона «Балтийская звезда» (Министерство культуры и массовых коммуникаций РФ, Союз театральных деятелей РФ, комитет по культуре правительства Санкт-Петербурга, 2013)[48]
- Театральная премия «Золотая маска» (Москва, 2015) — за выдающийся вклад в развитие театрального искусства
- Золотая медаль «За заслуги в культуре Gloria Artis» (Польша, 2008)
- Командор ордена Великого князя Литовского Гядиминаса (Литва)
- Почётная премия РАО «За вклад в развитие науки, культуры и искусства»[49]
- Медаль имени Михаила Чехова (Дом русского зарубежья имени Александра Солженицына, 2015)
- Почётный гражданин Испании[50]

## Память
Названы в честь Плисецкой
- Сорт пионов, выведенный в 1963 году.
- Астероид (4626) Плисецкая, открытый 23 декабря 1984 года астрономом Крымской астрофизической обсерватории Л. Карачкиной[51] (астероиду 4625, открытому в 1982 году тем же первооткрывателем, было дано имя (4625) Щедрин[52]).
- С 2000 года хореографическая школа в Тольятти носит имя Майи Плисецкой.

В октябре 2013 года бразильские художники Эдуардо Кобра и Агналдо Брито (Agnaldo Brito) посвятили балерине одну из своих работ. Граффити высотой 16 метров и шириной 18 метров с изображением балерины в образе лебедя находится на стене дома в Москве по адресу Большая Дмитровка 16, корп. 1.
4 мая 2015 года труппа Мариинского театра посвятила спектакль «Шурале» Майе Плисецкой. Продолжают посвящаться памяти балерины театральные вечера и симфонические концерты в разных городах.
15 мая 2015 года вместо запланированной церемонии вручения премии на фестивале «Цауберзее — Дни русской музыки» в Люцерне состоялся вечер — посвящение Плисецкой.
20 ноября 2015 года вместо подготовленного юбилейного вечера состоялся концерт — вечер памяти Плисецкой в Большом театре. В тот же день имя Майи Плисецкой было присвоено скверу на Большой Дмитровке, между домами 12/1, стр. 1 и 16, корп. 1. Доска с названием сквера и информацией о нём размещена на правой стене дома 16, корп. 1 — там же, где находится граффити художников Эдуардо Кобра и Агенальдо Брито. 20 ноября 2016 года в сквере состоялось открытие памятника авторства скульптора Виктора Митрошина. Эскиз ещё при жизни балерина утвердила лично.
Почта России в 2017 году выпустила почтовую марку с портретом кавалера ордена «За заслуги перед Отечеством» Майи Плисецкой.
В 2020 году для вечера памяти в Большом театре, посвящённому 95-летию со дня рождения балерины, Алексей Ратманский создал дуэт «Приношение Майе» на музыку Сен-Санса в аранжировке Щедрина, включающей партию для высокого сопрано. Премьеру исполнили артисты балета Диана Вишнёва и Денис Савин.
26 июля 2022 года в Москве состоялось открытие музея-мемориальной квартиры Майи Плисецкой. Квартира была передана в дар Театральному музею имени А. А. Бахрушина супругом балерины Родионом Щедриным и стала двенадцатым филиалом музея. В экспозиции представлены интерьеры, личные вещи, фотографии и документы супружеской пары, портреты балерины, её наряды и сценические костюмы.
В 2024 году в театре «У Никитских ворот» режиссёр Игорь Скрипко поставил спектакль «Я — Майя!» по оригинальной пьесе Марка Розовского, посвящённый Плисецкой. В этом же году вышла книга журналиста и телеведущего Вадима Верника «Майя Плисецкая. Пять дней с легендой. Документальная история».